# Deutsches Edelschwein
Das Deutsche Edelschwein ist eine Rasse des Hausschweins. Sein Verbreitungsgebiet erstreckt sich über Mitteleuropa bis zum Balkan.

## Merkmale
Das Edelschwein ist großrahmig, mittellang, hat weiße Borsten auf weißer Haut, einen breiten Kopf mit eingedellter Nasenlinie und Stehohren.
Die Sau erreicht ein Gewicht von 250 bis 300 kg und eine Widerristhöhe von ca. 80 cm, der Eber kann bis zu 350 kg schwer und 85 cm hoch werden. Das Schwein ist robust und gilt als frohwüchsig: Pro Tag kann es bis zu 840 g an Gewicht zulegen. Bei mittlerer Fleischleistung hat das Tier einen hohen Muskelfleischanteil von 55 Prozent. Es ist zudem wenig stressanfällig und sehr fruchtbar. Pro Wurf kommen bis zu 14 Ferkel auf die Welt.
Das Deutsche Edelschwein entstand Ende des 19. Jahrhunderts aus der Kreuzung zwischen den Marschlandschweinen mit Yorkshires und englischen Middle Whites und wurde 1904 als Rasse offiziell anerkannt. Der Bestand der Rasse steht in Deutschland unter Beobachtung. Im Jahr 2014 gab es in Deutschland offiziell noch 3835 weibliche und 166 männliche Tiere.